# Акжазик
Акжази́к (каз. Ақжазық) — село у складі Панфіловського району Жетисуської області Казахстану. Входить до складу Коктальського сільського округу.
Населення — 1500 осіб (2021; 1624 у 2009, 1658 у 1999, 1630 у 1989).